# ایبنا (پایگاه خبری اقتصاد و بانک ایران)
خبرگزاری اقتصاد و بانک ایران (ایبنا) (به انگلیسی: Iranian Bank And Economy News Agency - IBENA)، رسانه مرجع بانک مرکزی و نظام بانکی کشور است.

## دربارهٔ ایبنا
رسانه مرجع بانک مرکزی و بانک‌ها (ایبنا)، به عنوان شبکه خبری اقتصادی فعالیت خود را از تابستان سال ۱۳۹۵ آغاز کرده است. ایبِنا با رصد اخبار بانکی و اقتصادی، به عنوان مرجعی قابل اطمینان و موثق در اخبار نظام پولی و بانکی کشور شناخته می‌شود. 

اهداف ایبنا
- نگاه تحلیلی به مسائل پولی و مالی ایران و جهان
- مرجعی دقیق و قابل اعتماد در حوزه پولی و بانکی
- تبیین و تشریح سیاست‌های بانک مرکزی به عنوان بازوی رسانه‌ای بانک مرکزی
- ارائه نظرات اساتید، کارشناسان و فعالان اقتصادی مطرح کشور در حوزه پولی و بانکی
- پاسخ به پرسش‌های ذهنی مخاطبان در حوزه‌های پولی و بانکی
- ارتقای سطح سواد مالی جامعه

## سرویس‌های خبری ایبنا
ایبنا به عنوان رسانه مرجع بانک مرکزی و نظام بانکی و اقتصادی کشور در قالب ۷ سرویس خبری شامل پول و ارز، اقتصاد کلان، بازارهای مالی، اقتصاد بین‌الملل، بانک‌ها، عکس و ویدئو فعالیت می‌کند.

در بخش پرونده‌های ایبنا، دسترسی به مهم‌ترین اخبار ایبِنا در دسته‌بندی دیگری فراهم شده است. مهم‌ترین گزارش‌های ایبنا در ۷ پرونده شامل:

- ضد سرقت >>>    آشنایی با جدیدترین روش‌های کلاهبرداری‌ اینترنتی و شیوه‌های مقابله با آن و همچنین اقدامات دستگاه‌های متولی از جمله بانک مرکزی، قوه قضاییه و پلیس فتا در این حوزه

- ساختمان شیشه‌ای >>>    اخبار مهم و گزارش اقدامات بانک مرکزی در اصلاح زیرساخت‌ها و ارائه خدمات جدید

- چهارراه استانبول >>>    در کنار جمع‌آوری اظهارنظرها، تحلیل‌های کارشناسی، سیاست‌های پولی و ارزی و تصمیمات خرد و کلان و در نهایت روندپژوهی بازار ارز، درک جامعی از مدیریت ارزی در اختیار فعالان این بازار و عموم شهروندان قرار می‌دهد

- دخل و خرج >>>    بررسی دستاوردهای مالیاتی دولت و ارائه مهمترین اخبار و اطلاعات حوزه‌ سیاست‌گذاری مالی کشور در موضوعات مهمی چون بودجه، مالیات و نظایر آن

- خوش حساب >>>    اطلاع‌رسانی آخرین قوانین و دستاوردهای طرح اعتبارسنجی بانک‌ها برای اعطای تسهیلات، با شرایط و الزامات آن و مزایای خوش حسابی در سیستم مالی کشور

- نوین‌بانک >>>    آخرین اخبار و اطلاعات حوزه فناوری‌های بانکی، سامانه‌های هوشمند بانکی و خدمات برخط پولی و مالی و آموزش بانکداری الکترونیک

- بانکداری اسلامی >>>    درک تعاریف و مفاهیم حوزه بانکداری اسلامی و ازائه آخرین تحلیل‌ها و اظهارنظر‌های کارشناسی در حوزه بانکداری اسلامی
این رسانه دارای نسخه‌هایی به زبان‌های انگلیسی و عربی است که در این بخش اخبار مهم روز و مرتبط با حوزه اقتصاد و بانک به زبان انگلیسی و عربی ترجمه می‌شود.

## بخش تصویر و ویدئو
رسانه ایبنا در بخش ویدئو با پوشش تصویری رویدادهای مهم اقتصادی و همایش‌های پولی و بانکی، تولید گزارش‌های تصویری در رابطه با موضوعات و مسائل روز اقتصادی کشور، آشنایی با اطلاعات پولی و بانکی در قالب ویدئو در برنامه بانکی شو، ارائه مهمترین اخبار اقتصادی، پولی و بانکی هر هفته در برنامه پیشخوان بانک، تحلیل جدیدترین آمارهای اقتصادی کشور در برنامه چشم‌انداز، گزارش هفتگی بازار سرمایه در شاخص و تولید موشن‌گرافی درباره مسائل مختلف اقتصادی به مخاطبان خود خدمات ویدئویی را ارائه می‌کند.

در بخش تصویر نیز با پوشش تصویری رویدادها و همایش‌های اقتصادی و تولید اینفوگرافیک در رابطه با اطلاعات اقتصادی، پولی و بانکی، ارائه جدیدترین و بروزترین آمارها و دستاوردهای کشور در حوزه پولی و بانکی و آموزش استفاده از خدمات پولی و بانکی در خدمت مخاطبان شبکه بانکی کشور است.

## موسسه مطبوعاتی بازار پول و ارز
موسسه مطبوعاتی بازار پول و ارز، هلدینگ رسانه‌ای در حوزه پول، بانک و ارز است که بخش‌های مختلفی در زیر مجموعه آن در حال فعالیت هستند و رسانه ایبنا نیز عضوی از مجموعه موسسه مطبوعاتی بازار پول و ارز به شمار می‌رود.

## زیر مجموعه‌های موسسه مطبوعاتی پول و ارز
- ایبنا (رسانه بانک مرکزی و بانک‌ها)
- هفته‌نامه تازه‌های اقتصاد
- مرکز چندرسانه‌ای
- مرکز تولید محتوا
- مرکز رصد و پایش فضای مجازی

- انتشارات موسسه مطبوعاتی بازار پول و ارز
- ایبنا.....ایبنا.....ایبنا.....ایبنا.....ایبنا.....ایبنا.....ایبنا.....ایبنا.....ایبنا.....ایبنا.....ایبنا.....ایبنا.....ایبنا......ایبنا.....ایبنا